# Katarische Fußballnationalmannschaft
Die katarische Fußballnationalmannschaft ist die Auswahlmannschaft der Qatar Football Association aus dem Golfstaat Katar. Ihre Heimspiele werden hauptsächlich im Khalifa International Stadium ausgetragen, wobei das Jassim-bin-Hamad-Stadion als offizielles Heimstadion gilt. Katars bislang größte Erfolge sind die Gewinne der Asienmeisterschaften 2019 und 2024.

## Geschichte
Die Katarer bestritten am 27. März 1970 ihr erstes internationales Länderspiel während des Golfpokal-Turniers gegen Bahrain; dieses Spiel endete mit einer 1:2-Niederlage für Katar. Mubarak Faraj erzielte während dieses Spiels das erste Länderspieltor des Landes.
An der Qualifikation zur Fußball-Weltmeisterschaft nahm Katar 1977 erstmals teil, damals erwies sich Kuwait als zu starker Gegner – die Katarer konnten lediglich ein Spiel gegen Bahrain gewinnen. 1982 scheiterte Katar an Saudi-Arabien und 1986 am Irak. Während der Qualifikation zur Fußball-Weltmeisterschaft 1990 überstand die Mannschaft erstmals die Erste Runde der Qualifikation, schied aber nach einer Niederlage gegen Nordkorea aus. 1998 und 2002 wurde ebenfalls die Zweite Runde erreicht, jedoch erwiesen sich die Mannschaften Saudi-Arabiens und Chinas als zu starke Gegner. Während der Qualifikation zur Fußball-Weltmeisterschaft 2006 wurde Katar hinter dem Iran und Jordanien Gruppendritter und schied aus. Im Rahmen der Qualifikation zur Weltmeisterschaft 2010 traf Katar in der ersten Runde auf Australien, Irak und China. In dieser Gruppe konnte sich die Mannschaft hinter Australien, aber noch vor Asienmeister Irak und China den zweiten Platz und damit die Qualifikation für die Finalrunde sichern. Dort traf man wieder auf Australien sowie auf Japan, Bahrain und Usbekistan, schied allerdings als Gruppen-Vierter vorzeitig aus.
Auf der FIFA-Weltrangliste rangiert Katar auf dem 37. Platz (Stand: März 2024).
Die erstmalige Teilnahme an der Qualifikation zur Fußball-Asienmeisterschaft erfolgte 1976, damals wurde Katar allerdings Gruppendritter und schied aus. An der Endrunde nahm man dann vier Jahre später teil, zwischen 1980 und 2007 nahm Katar mit Ausnahme von 1996 (wo man in der Qualifikation an Syrien scheiterte) jedes Mal teil, schied jedoch meistens in der Vorrunde aus. 2000 erreichte man als einer der zwei besten Gruppendritten das Viertelfinale. Bei der Asienmeisterschaft 2011 im eigenen Land erreichte Katar in der Vorrunde den zweiten Tabellenplatz und qualifizierte sich für das Viertelfinale, wo man jedoch dem späteren Sieger Japan unterlag. Bei der Fußball-Asienmeisterschaft 2019 in den Vereinigten Arabischen Emiraten gewann Katar nach einem 3:1-Finalsieg gegen Japan das Turnier. Bei der Copa América 2019 nahm Katar als Gastmannschaft teil. Auch bei der Copa América 2020 sollte Katar als Gastmannschaft teilnehmen, mussten aber absagen, da der Spielplan durch die Verschiebung des Turniers mit Spielen der WM-Qualifikation Asiens kollidiert hat.
1984 und 1992 qualifizierte sich die Katarische Auswahl für die Olympischen Spiele. 1992 erreichte man das Viertelfinale, scheiterte aber dort am späteren Finalisten Polen.
Katar gewann 1992 erstmals den Golfpokal im eigenen Land und beendete die irakisch-kuwaitische Dominanz des Turniers. 2004 wiederholte die Mannschaft diesen Erfolg, als sie wiederum im eigenen Land den Pokal gewann. Im Jahr 2014 gewann Katar zum dritten Mal den Golfpokal, diesmal fand der Wettbewerb in Saudi-Arabien statt.
Die U-20-Auswahl des Landes nahm an der Junioren-Fußballweltmeisterschaft 1981 teil und erreichte nach Siegen über Brasilien und England das Finale, welches jedoch mit 0:4 gegen die bundesdeutsche Auswahl verloren wurde.

## Aktueller Kader
Für den Kader bei der Fußball-Weltmeisterschaft 2022, siehe:
Die folgenden Spieler werden aktuell auf der Homepage des katarischen Fußballverbands geführt:
- Abrufdatum: 10. Oktober 2022

| Name                 | Geburtstag         | Nr.     | Tore    | Verein                 | Debüt   |
| Torwart              | Torwart            | Torwart | Torwart | Torwart                | Torwart |
| -------------------- | ------------------ | ------- | ------- | ---------------------- | ------- |
| Saad al-Sheeb        | 19. Februar 1990   | 01      | 0       | al-Sadd Sports Club    | 2009    |
| Yousef Hassan        | 24. Mai 1996       | 24      | 0       | al-Gharafa Sports Club | 2018    |
| Meshaal Barsham      | 14. Februar 1998   | 25      | 0       | al-Sadd Sports Club    | 2020    |
| Abwehr               |                    |         |         |                        |         |
| Ró-Ró                | 6. August 1990     | 02      | 01      | al-Sadd Sports Club    | 2016    |
| Abdelkarim Hassan    | 28. August 1993    | 03      | 15      | al-Sadd Sports Club    | 2010    |
| Al-Mahdi Ali Mukhtar | 2. März 1992       | 04      | 02      | al-Gharafa Sports Club | 2012    |
| Tarek Salman         | 5. Dezember 1997   | 05      | 0       | al-Sadd Sports Club    | 2017    |
| Tameem al-Muhaza     | 21. Juli 1996      | 13      | 0       | al-Gharafa Sports Club | 2019    |
| Bassam al-Rawi       | 16. Dezember 1997  | 15      | 02      | al-Duhail SC           | 2017    |
| Boualem Khoukhi      | 7. September 1990  | 16      | 21      | al-Sadd Sports Club    | 2014    |
| Mittelfeld           |                    |         |         |                        |         |
| Abdulaziz Hatem      | 28. Oktober 1990   | 06      | 11      | al-Rayyan SC           | 2009    |
| Abdullah al-Ahrak    | 10. Mai 1997       | 09      | 01      | al-Duhail SC           | 2017    |
| Karim Boudiaf        | 16. September 1990 | 12      | 05      | al-Duhail SC           | 2013    |
| Salem al-Hajri       | 10. April 1996     | 14      | 0       | al-Sadd Sports Club    | 2017    |
| Ahmed Moein          | 20. Oktober 1995   | 17      | 0       | al-Duhail SC           | 2017    |
| Ahmed Fatehi         | 25. Juni 1993      | 18      | 0       | Al-Arabi (Katar)       | 2017    |
| Assim Madibo         | 22. Oktober 1996   | 23      | 0       | al-Duhail SC           | 2017    |
| Sturm                |                    |         |         |                        |         |
| Ahmed Alaaeldin      | 31. Januar 1993    | 07      | 01      | al-Gharafa Sports Club | 2016    |
| Hassan al-Haydos     | 11. Dezember 1990  | 10      | 35      | al-Sadd Sports Club    | 2008    |
| Akram Afif           | 18. November 1996  | 11      | 25      | al-Sadd Sports Club    | 2015    |
| Almoez Abdulla       | 19. August 1996    | 19      | 39      | al-Duhail SC           | 2016    |
| Ali Afif             | 20. Januar 1988    | 20      | 10      | al-Duhail SC           | 2007    |

## Teilnahmen

### Olympische Spiele
| 1900 bis 1980       | nicht teilgenommen |
| 1984 in Los Angeles | Vorrunde           |
| 1988 in Seoul       | nicht qualifiziert |

Nach 1988 nahmen A-Nationalmannschaften nicht mehr an Olympischen Spielen teil. Die Olympiamannschaft qualifizierte sich 1992 und schied dort im Viertelfinale gegen den späteren Silbermedaillengewinner Polen aus.

### Fußball-Weltmeisterschaft
- 1930 bis 1974: nicht teilgenommen
- 1978 bis 2018: nicht qualifiziert
- 2022: Gruppenphase (als Gastgeber qualifiziert)

### Fußball-Asienmeisterschaft
- 1956 bis 1972: nicht teilgenommen
- 1976: nicht qualifiziert
- 1980: Gruppenphase
- 1984: Gruppenphase
- 1988: Gruppenphase
- 1992: Gruppenphase
- 1996: nicht qualifiziert
- 2000: Viertelfinale
- 2004: Gruppenphase
- 2007: Gruppenphase
- 2011: Viertelfinale
- 2015: Gruppenphase
- 2019: Sieger
- 2024: Sieger
- 2027: Qualifiziert

### Copa América
- 2019: Gruppenphase (als Gastmannschaft)

### CONCACAF Gold Cup
- 2021: Halbfinale (als Gastmannschaft)
- 2023: Viertelfinale (als Gastmannschaft)

### Fußball-Westasienmeisterschaft
- 2000 bis 2007: nicht teilgenommen
- 2008: Halbfinale
- 2010 bis 2012: nicht teilgenommen
- 2013/14: Sieger
- 2019: nicht teilgenommen

## Länderspiele gegen deutschsprachige Mannschaften
|    | Datum             | Ort         | Heimmannschaft | Ergebnis | Gastmannschaft |
| -- | ----------------- | ----------- | -------------- | -------- | -------------- |
| 1. | 14. Dez. 2017     | Doha        | Katar          | 1:2      | Liechtenstein  |
| 2. | 14. November 2018 | Lugano      | Schweiz        | 0:1      | Katar          |
| 3. | 24. März 2021     | Debrecen () | Luxemburg      | 0:1      | Katar          |
| 4. | 7. September 2021 | Luxemburg   | Luxemburg      | 1:1      | Katar          |

Gegen Deutschland und Österreich gab es bisher keine Begegnungen.

## Erfolge
- Fußball-Asienmeisterschaft (2): 2019, 2024
- Golfpokal (3): 1992, 2004, 2014
- Fußball-Westasienmeisterschaft (1): 2013/14
- Arab Cup: 3. Platz 2021

## Rekordspieler
| Rang | Name               | Einsätze  | Tore | Position   | Zeitraum  |
| ---- | ------------------ | --------- | ---- | ---------- | --------- |
| 01.  | Hassan al-Haydos   | 183       | 41   | Angriff    | 2008–0000 |
| 02.  | Abdelkarim Hassan  | 135       | 15   | Abwehr     | 2010–0000 |
| 03.  | Abdulaziz Hatem    | 126       | 12   | Mittelfeld | 2009–0000 |
| 04.  | Sebastián Soria    | 123       | 39   | Angriff    | 2006–2017 |
| 05.  | Akram Afif         | 122       | 38   | Angriff    | 2015–0000 |
| 05.  | Karim Boudiaf      | 122       | 07   | Mittelfeld | 2013–0000 |
| 07.  | Almoez Ali Abdulla | 121       | 56   | Angriff    | 2013–0000 |
| 08.  | Boualem Khoukhi    | 120       | 19   | Abwehr     | 2013–0000 |
| 09.  | Bilal Mohammed     | 114       | 07   | Angriff    | 2003–2014 |
| 09.  | Wesam Rizik        | 114       | 07   | Mittelfeld | 2001–2014 |
| 11.  | Mubarak Mustafa    | 106       | 41   | Angriff    | 1992–2004 |
| 12.  | Ró-Ró              | 103       | 02   | Abwehr     | 2016–0000 |
| 13.  | Adel Khamis        | 102 (103) | 20   | Abwehr     | 2007–2017 |
| 13.  | Ibrahim Majid      | 102       | 06   | Abwehr     | 2007–2017 |

## Rekordtorschützen
| Rang | Name                         | Tore | Einsätze | Zeitraum  |
| ---- | ---------------------------- | ---- | -------- | --------- |
| 01.  | Almoez Abdulla               | 60   | 121      | 2013–0000 |
| 02.  | Mansour Muftah               | 42   | 081      | 1976–1990 |
| 03.  | Mubarak Mustafa              | 41   | 085      | 1992–2004 |
|      | Hassan al-Haydos             | 41   | 183      | 2008–0000 |
| 05.  | Sebastián Soria              | 39   | 123      | 2006–2017 |
| 06.  | Akram Afif                   | 38   | 122      | 2015–0000 |
| 07.  | Mohammed Salem al-Enazi      | 34   | 069      | 1996–2003 |
| 08.  | Mahmoud Soufi                | 31   | 083      | 1988–1998 |
| 09.  | Khalfan Ibrahim              | 21   | 091      | 2006–2015 |
| 10.  | Sayed Ali Bechir             | 20   | 057      | 2001–2009 |
|      | Adel Mubarak Khamis Al-Noubi | 20   | 102      | 1985–2000 |
| 12.  | Boualem Khoukhi              | 19   | 120      | 2013–0000 |

Quelle: rsssf.org: Qatar - Record International Players (Stand: 27. Dezember 2024), fifa.com: FIFA Hunderterklub (Stand: 27. Dezember 2024)

## Bisherige Trainer
- 1969–1972  Mohammed Hassan Kheiri
- 197400000  Helmi Hussein Mahmoud
- 1975–1976  Frank Wignall
- 197900000  Hassan Othman
- 1980–1986  Evaristo de Macedo
- 1987–1988  Procópio Cardoso
- 198800000  Anatolij Prokopenko
- 198900000  Cabralzinho
- 1989–1990  Dino Sani
- 199200000  Evaristo de Macedo
- 199200000  Ivo Wortmann
- 1992–1993  Sebastião Lapola
- 199200000  Abdul Mallalah
- 1994–1995  Dave Mackay
- 199600000  Zé Mario
- 1996–1997  Jo Bonfrere
- 199700000  Džemaludin Hadžiabdić
- 199800000  Luiz Gonzaga Milioli
- 200000000  Džemaludin Hadžiabdić
- 200100000  Paulo Luiz Campos
- 2002–2003  Pierre Lechantre
- 2003–2004  Philippe Troussier
- 200400000  Saeed Al Misnad
- 2004–2007  Džemaludin Mušović
- 2007–2008  Jorge Fossati
- 2008–2011  Bruno Metsu
- 201100000  Milovan Rajevac
- 2011–2012  Sebastião Lazaroni
- 2012–2013  Paulo Autuori
- 2013–2014  Fahad Thani
- 2014–2015  Djamel Belmadi
- 2015–2017  José Daniel Carreño
- 2017–2022  Félix Sánchez
- 202300000  Bruno Pinheiro
- 202300000  Carlos Queiroz
- 2023–2024  Tintín Márquez
- 2024–2025  Luis García
- seit 202500  Julen Lopetegui